# Rallye Italien 2008

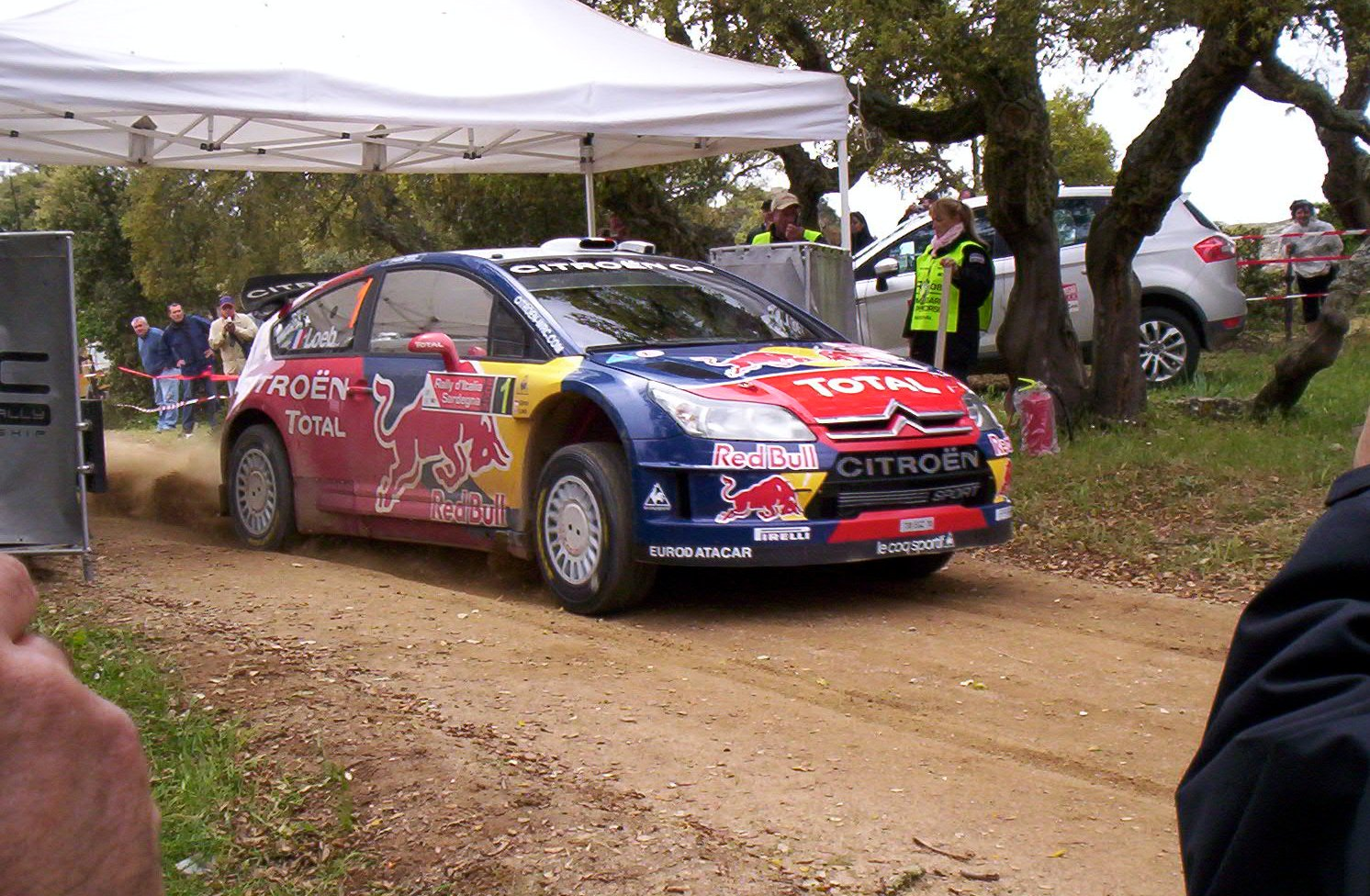
Sébastien Loeb und Daniel Elena im Citroën C4 WRC

Die 5. Rallye Sardinien (auch Rallye Italien genannt) war der sechste von 15 FIA-Weltmeisterschaftsläufen 2008. Die Rallye bestand aus 17 Wertungsprüfungen und wurde zwischen dem 16. und dem 18. Mai ausgetragen.

## Klassifikationen

### Endresultat
| Pos    | Fahrer             | Co-Pilot             | Auto               | Zeit      | Rückstand | Punkte |
| WRC    | WRC                | WRC                  | WRC                | WRC       | WRC       | WRC    |
| ------ | ------------------ | -------------------- | ------------------ | --------- | --------- | ------ |
| 1      | Sébastien Loeb     | Daniel Elena         | Citroën C4 WRC     | 3:57:17.2 | 00:00.0   | 10     |
| 2      | Mikko Hirvonen     | Jarmo Lehtinen       | Ford Focus RS WRC  | 3:57:27.8 | 00:10.6   | 8      |
| 3      | Jari-Matti Latvala | Miikka Anttila       | Ford Focus RS WRC  | 3:57:32.5 | 00:15.3   | 6      |
| 4      | Gigi Galli         | Giovanni Bernacchini | Ford Focus RS WRC  | 3:58:59.7 | 01:42.5   | 5      |
| 5      | Dani Sordo         | Marc Marti           | Citroën C4 WRC     | 3:59:22.8 | 02:05.6   | 4      |
| 6      | Chris Atkinson     | Stéphane Prévot      | Subaru Impreza WRC | 4:02:25.8 | 05:08.6   | 3      |
| 7      | Henning Solberg    | Cato Menkerud        | Ford Focus RS WRC  | 4:03:18.2 | 06:01.0   | 2      |
| 8      | Urmo Aava          | Kuldar Sikk          | Citroën C4 WRC     | 4:03:38.5 | 06:21.3   | 1      |
| JWRC   |                    |                      |                    |           |           |        |
| 1 (15) | Michał Kościuszko  | Maciej Szczepaniak   | Suzuki Swift S1600 | 4:21:52.9 | 24:35.7   | 10     |
| 2 (17) | Alessandro Bettega | Simone Scattolin     | Renault Clio R3    | 4:26:17.8 | 29:00.6   | 8      |
| 3 (19) | Aaron Burkart      | Michael Kölbach      | Citroën C2 S1600   | 4:32:14.6 | 34:57.4   | 6      |
| 4 (21) | Shaun Gallagher    | Michael Morrissey    | Citroën C2 S1600   | 4:32:40.9 | 35:23.7   | 5      |
| 5 (22) | Sébastien Ogier    | Julien Ingrassia     | Citroën C2 S1600   | 4:37:39.8 | 40:22.6   | 4      |
| 6 (23) | Stefano Albertini  | Piercarlo Capolongo  | Renault Clio R3    | 4:38:01.7 | 40:44.5   | 3      |
| 7 (26) | Patrik Sandell     | Emil Axelsson        | Renault Clio S1600 | 4:47:29.2 | 50:12.0   | 2      |
| 8 (27) | Hans Weijs jr.     | Hans Van Goor        | Citroën C2 R2      | 4:48:07.7 | 50:50.5   | 1      |

### Wertungsprüfungen
| Tag             | WP                                | Name                              | Länge                             | Start MESZ                        | Gewinner                          | Co-Pilot                          | Auto                              | Zeit                              | Ø km/h                            | Leader             |
| --------------- | --------------------------------- | --------------------------------- | --------------------------------- | --------------------------------- | --------------------------------- | --------------------------------- | --------------------------------- | --------------------------------- | --------------------------------- | ------------------ |
| Tag 1 (16. Mai) | WP1                               | Monte Corvos 1                    | 16,43 km                          | 10:23                             | Jari-Matti Latvala                | Miikka Anttila                    | Ford Focus RS WRC                 | 11:24.3                           | 86,4                              | Jari-Matti Latvala |
| Tag 1 (16. Mai) | WP2                               | Crastazza 1                       | 33,96 km                          | 10:50                             | Sébastien Loeb                    | Daniel Elena                      | Citroën C4 WRC                    | 23:56.1                           | 85,1                              | Sébastien Loeb     |
| Tag 1 (16. Mai) | WP3                               | Terranova 1                       | 15,39 km                          | 12:07                             | Sébastien Loeb                    | Daniel Elena                      | Citroën C4 WRC                    | 10:48.3                           | 85,5                              | Sébastien Loeb     |
| Tag 1 (16. Mai) | Service Olbia 13:25 Uhr (30 Min.) |                                   |                                   |                                   |                                   |                                   |                                   |                                   |                                   | Sébastien Loeb     |
| Tag 1 (16. Mai) | WP4                               | Monte Corvos 2                    | 16,43 km                          | 15:18                             | Gigi Galli                        | Giovanni Bernacchini              | Ford Focus RS WRC                 | 11:07.3                           | 88,6                              | Sébastien Loeb     |
| Tag 1 (16. Mai) | WP5                               | Crastazza 2                       | 33,96 km                          | 15:45                             | Sébastien Loeb                    | Daniel Elena                      | Citroën C4 WRC                    | 23:21.4                           | 87,2                              | Sébastien Loeb     |
| Tag 1 (16. Mai) | WP6                               | Terranova 2                       | 15,39 km                          | 17:02                             | Jari-Matti Latvala                | Miikka Anttila                    | Ford Focus RS WRC                 | 10:30.9                           | 87,8                              | Sébastien Loeb     |
| Tag 1 (16. Mai) | Service Olbia 18:00 Uhr (45 Min.) |                                   |                                   |                                   |                                   |                                   |                                   |                                   |                                   | Sébastien Loeb     |
| Tag 2 (17. Mai) | Service Olbia 08:00 Uhr (15 Min.) | Service Olbia 08:00 Uhr (15 Min.) | Service Olbia 08:00 Uhr (15 Min.) | Service Olbia 08:00 Uhr (15 Min.) | Service Olbia 08:00 Uhr (15 Min.) | Service Olbia 08:00 Uhr (15 Min.) | Service Olbia 08:00 Uhr (15 Min.) | Service Olbia 08:00 Uhr (15 Min.) | Service Olbia 08:00 Uhr (15 Min.) | Sébastien Loeb     |
| Tag 2 (17. Mai) | WP7                               | Punta Pianedda 1                  | 18,53 km                          | 09:39                             | Jari-Matti Latvala                | Miikka Anttila                    | Ford Focus RS WRC                 | 11:27.8                           | 97,0                              | Sébastien Loeb     |
| Tag 2 (17. Mai) | WP8                               | Monte Lerno 1                     | 29,31 km                          | 10:31                             | Jari-Matti Latvala                | Miikka Anttila                    | Ford Focus RS WRC                 | 19:46.3                           | 88,9                              | Sébastien Loeb     |
| Tag 2 (17. Mai) | WP9                               | Su Filigosu 1                     | 19,46 km                          | 11:16                             | Jari-Matti Latvala                | Miikka Anttila                    | Ford Focus RS WRC                 | 12:43.3                           | 91,8                              | Sébastien Loeb     |
| Tag 2 (17. Mai) | Service Olbia 13:02 Uhr (30 Min.) |                                   |                                   |                                   |                                   |                                   |                                   |                                   |                                   | Sébastien Loeb     |
| Tag 2 (17. Mai) | WP10                              | Punta Pianedda 2                  | 18,53 km                          | 14:56                             | Jari-Matti Latvala                | Miikka Anttila                    | Ford Focus RS WRC                 | 11:09.3                           | 99,7                              | Sébastien Loeb     |
| Tag 2 (17. Mai) | WP11                              | Monte Lerno 2                     | 29,31 km                          | 15:48                             | Jari-Matti Latvala                | Miikka Anttila                    | Ford Focus RS WRC                 | 19:19.9                           | 91,0                              | Sébastien Loeb     |
| Tag 2 (17. Mai) | WP12                              | Su Filigosu 2                     | 19,46 km                          | 16:33                             | Jari-Matti Latvala                | Miikka Anttila                    | Ford Focus RS WRC                 | 12:35.6                           | 94,0                              | Sébastien Loeb     |
| Tag 2 (17. Mai) | Service Olbia 17:59 Uhr (45 Min.) |                                   |                                   |                                   |                                   |                                   |                                   |                                   |                                   | Sébastien Loeb     |
| Tag 3 (18. Mai) | Service Olbia 07:00 Uhr (15 Min.) | Service Olbia 07:00 Uhr (15 Min.) | Service Olbia 07:00 Uhr (15 Min.) | Service Olbia 07:00 Uhr (15 Min.) | Service Olbia 07:00 Uhr (15 Min.) | Service Olbia 07:00 Uhr (15 Min.) | Service Olbia 07:00 Uhr (15 Min.) | Service Olbia 07:00 Uhr (15 Min.) | Service Olbia 07:00 Uhr (15 Min.) | Sébastien Loeb     |
| Tag 3 (18. Mai) | WP13                              | Monte Olia 1                      | 19,28 km                          | 08:10                             | Mikko Hirvonen                    | Jarmo Lehtinen                    | Ford Focus RS WRC                 | 14:03.2                           | 82,3                              | Sébastien Loeb     |
| Tag 3 (18. Mai) | WP14                              | Sorilis 1                         | 18,66 km                          | 08:50                             | Sébastien Loeb                    | Daniel Elena                      | Citroën C4 WRC                    | 13:58.9                           | 80,1                              | Sébastien Loeb     |
| Tag 3 (18. Mai) | Service Olbia 10:11 Uhr (30 Min.) |                                   |                                   |                                   |                                   |                                   |                                   |                                   |                                   | Sébastien Loeb     |
| Tag 3 (18. Mai) | WP15                              | Monte Olia 2                      | 19,28 km                          | 11:36                             | Jari-Matti Latvala                | Miikka Anttila                    | Ford Focus RS WRC                 | 13:46.2                           | 84,0                              | Sébastien Loeb     |
| Tag 3 (18. Mai) | WP16                              | Sorilis 2                         | 18,66 km                          | 12:16                             | Mikko Hirvonen                    | Jarmo Lehtinen                    | Ford Focus RS WRC                 | 13:45.0                           | 81,0                              | Sébastien Loeb     |
| Tag 3 (18. Mai) | Service Olbia 13:27 Uhr (10 Min.) |                                   |                                   |                                   |                                   |                                   |                                   |                                   |                                   | Sébastien Loeb     |
| Tag 3 (18. Mai) | WP17                              | Liscia Ruja                       | 2,69 km                           | 14:10                             | Jari-Matti Latvala                | Miikka Anttila                    | Ford Focus RS WRC                 | 01:54.8                           | 84,4                              | Sébastien Loeb     |

Quelle:

### Gewinner Wertungsprüfungen
| WP              | Anzahl | Fahrer             | Auto              |
| --------------- | ------ | ------------------ | ----------------- |
| 1, 6–12, 15, 17 | 10     | Jari-Matti Latvala | Ford Focus RS WRC |
| 2, 3, 5, 14     | 4      | Sébastien Loeb     | Citroën C4 WRC    |
| 13, 16          | 2      | Mikko Hirvonen     | Ford Focus RS WRC |
| 4               | 1      | Gigi Galli         | Ford Focus RS WRC |

### Fahrer-WM nach der Rallye
| Pos. | Fahrer             | Punkte |
| ---- | ------------------ | ------ |
| 1    | Mikko Hirvonen     | 43     |
| 2    | Sébastien Loeb     | 40     |
| 3    | Chris Atkinson     | 31     |
| 4    | Jari-Matti Latvala | 24     |
| 5    | Dani Sordo         | 21     |

### Team-Weltmeisterschaft
| Pos. | Team        | Punkte |
| ---- | ----------- | ------ |
| 1    | Ford WRT    | 71     |
| 2    | Citroën WRT | 64     |
| 3    | Subaru WRT  | 42     |
| 4    | Stobart WRT | 43     |